# Шість мільйонів — втрачені і знайдені
Чи справді загинуло 6 мільйонів? (англ. Did Six Million Really Die?, ISBN 0-906879-95-0) — опублікована в 1974 році брошура, в якій автор Річард Харвуд стверджує, що не було шести мільйонів знищених євреїв, а було тільки 256 тисяч померлих.

## Зміст
Книга містить 10 розділів та висновки.
У першому-другому розділах Річард Харвуд розглядає німецьку політику до євреїв до початку і після початку Другої світової війни. В третьому розділі автор досліджує кількість єврейського населення на території і процеси еміграції. Він повідомляє, з посиланням на Chambers Encyclopaedia (Енциклопедія Чеймберс), що число євреїв в довоєнній Європі становило шість з половиною мільйонів.
В четвертому розділі аналізує документальні дані, в тому числі документи Нюрнберзького процесу, щодо нібито загиблих шести мільйонів євреїв. В наступних розділах Річард Харвуд розглядає хід Нюрнберзького процесу, розповідає про перебування євреїв в Освенцимі та польських гетто, дає критичну оцінку мемуарам про концтабори. Він стверджує, що до недавнього часу практично вся інформація про так звані «табори смерті», такі як Освенцим, виходила з комуністичних джерел — з Єврейської Історичної Комісії Польщі, Центральної Комісії з розслідування військових злочинів у Варшаві і Радянської Державної Комісії з Військових Злочинів.
У восьмому та дев'ятому розділах автор представляє порядок організації концентраційних таборів, розповідає про життя євреїв у концтаборах та про Доповідь міжнародного Червоного хреста щодо концтаборів. Зокрема, він стверджує, що в тритомній доповіді немає ні слова про нібито існуючу програму знищення євреїв, ні одна з делегацій міжнародного Червоного хреста, які по декілька разів відвідали всі табори, не знайшла нічого, що могло б навести на думку про можливі масові вбивства, що проводилися там.
Останній розділ присвячений дослідженням питання про «організоване знищення євреїв» французького історика Поля Рассіньє, який присвятив цьому двадцять років свого життя.
На закінчення Річард Харвуд робить короткий огляд статистики щодо євреїв, загиблих у війну.
У книзі Річард Харвуд стверджував, що нацистський Голокост був вигадкою. Книга оглядає різні судові процеси над військовими злочинцями.
Річард Харвуд також стверджує, нібито перепис населення і демографічні діаграми показують, що єврейське населення у світі істотно не змінилися між 1938 і 1948 роками, і всього єврейського населення у контрольованій нацистами Європі ніколи не перевищувало 2,5 млн чоловік.
У книзі розглядається нацистський план створення єврейської держави на Мадагаскарі; оголошення євреями війни проти Німеччини; Ванзейська конференція; СД; Варшавське гетто; хаотичний стан системи концентраційних таборів в кінці війни, підроблені фотографії, і «остаточне рішення».

## Звинувачення
Видавець книги Ернст Цюндель витримав два судових процеси в Канаді. Організація «Союз на пам'ять Голокосту» подала на нього до суду. Звинувачення проти Цюнделя спиралося на закон «Про розповсюдження неправдивих відомостей», який взагалі майже не застосовувався і сходить до англійського закону 1275 року — за ним лицарі забороняли простолюду сміятися над собою в сатиричних віршах.
У 1985 і 1988 видавець книги Ернст Цюндель був визнаний винним і засуджений в Канаді до 15 місяців тюремного ув'язнення за звинуваченням у «завідомо неправдивій інформації». Після розгляду апеляції його засудження було скасовано рішенням канадського Верховного суду щодо Цюнделя, коли він заявив, що йому було пред'явлено звинувачення за законом, який є неконституційним. В результаті двох судових процесів і подальшої апеляції до Верховного Суду, та стаття була визнана антиконституційною.

## Рішення Верховного суду Канади
у 1992 році Верховний суд Канади у своїй постанові визнав, що книга «Шість мільйонів — втрачені і знайдені» містить:
| ...спотворення роботи істориків, перекручення свідчення, сфабриковані докази та фальшиві джерела[1].Оригінальний текст (англ.) misrepresented the work of historians, misquoted witnesses, fabricated evidence, and cited non-existent authorities |
та

| Конфлікт між твердженнями позивача та ортодоксальними істориками Голокосту не може бути вирішений шляхом аргументованих дебатів. Ортодоксальні історики вказують на джерела, які підтримують їх теорій, заявник та інші «ревізіоністські» історики посилаються на документи, які не існують, або взагалі їх не вказують. Брошура «Шість мільйонів — втрачені і знайдені» не може бути розглянута з позиції дійсності, оскільки вона не є частиною реальності[1].Оригінальний текст (англ.) The conflict between the assertions made by the appellant and those made by orthodox Holocaust historians cannot be resolved through reasoned debate. Orthodox historians point to sources which support their theories; the appellant and other "revisionist" historians point to documents which do not exist or which do not say what they claim they do. The pamphlet Did Six Million Really Die? does not fit with received views of reality because it is not part of reality |

## Facebook
Спільнота прихільників книги "Did Six Million Really Die?" на Facebook 

## Відео
- Did Six Million Really Die? [Архівовано 15 червня 2011 у Wayback Machine.]